# 1-й Красненький мост
1-й Красненький мост — автодорожный железобетонный балочный мост через реку Красненькую в Кировском районе Санкт-Петербурга.

## Расположение
Расположен в створе проспекта Стачек и дороги в Угольную гавань (до строительства путепровода через железнодорожные пути станции Автово по мосту проходил проспект Стачек). Рядом с мостом находится Красненькое кладбище.
Выше по течению находится безымянный мост, ниже — безымянный мост и 2-й Красненький мост.
Ближайшая станция метрополитена — «Автово».

## Название
Название известно с конца 1950-х годов, когда были пронумерованы существовавшие мосты через Красненькую и мост стал называться 1-м Красненьким. 

## История

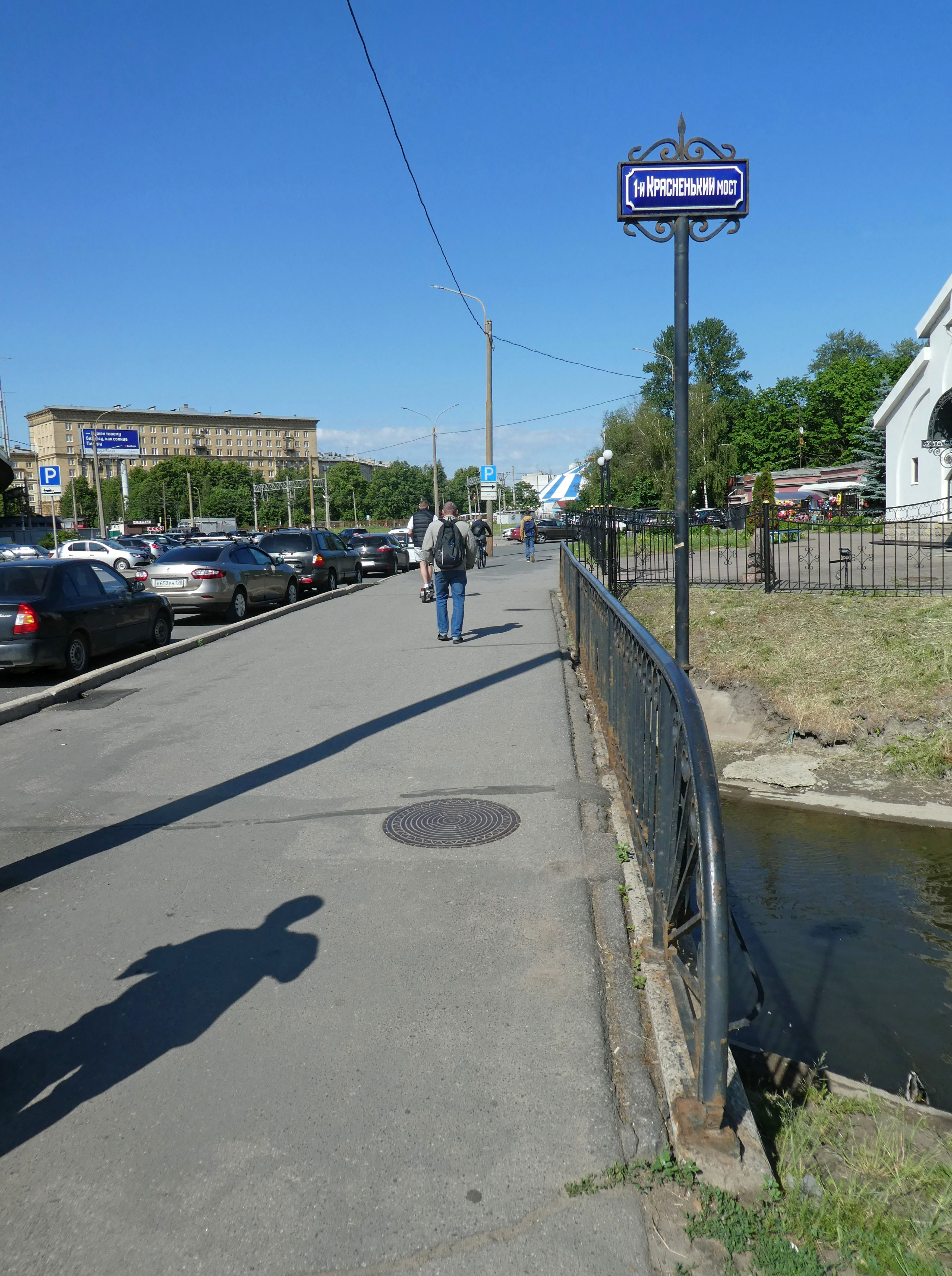
Табличка с названием 1-го Красненького моста

Мост в этом месте возник в 1710-х годах, одновременно с постройкой Петергофской дороги. В первой половине 1770-х годов во время реконструкции Петергофского шоссе деревянный мост был заменён однопролётным каменным арочным мостом с пролётом 4,3 м. Свод моста был сложен из известняка, перильные ограждения были в виде массивных гранитных парапетов. В 1906 году из-за подмыва устоя выполнен ремонт моста. До настоящего времени мост не сохранился.
Существующий мост до 1957 года находился вне границ города. В 1957 году по проекту «Ленгипроинжпроекта» мост расширили до 13,6 м за счёт выноса тротуаров на консоли. Для защиты от размыва открылков моста со всех четырёх сторон была построена подпорная стенка с укреплением откосов бетонными плитами. Работы по реконструкции моста выполняло СУ-2 треста «Ленмостострой» под руководством инженера А. Н. Беляева. В 1965 году по проекту инженера «Ленгипроинжпроекта» Е. Е. Розенфельда мост ещё больше расширили (с 13,6 до 27,5 м) с сохранением прежней конструкции. Работы по реконструкции моста выполняло СУ-2 треста «Ленмостострой» под руководством главного инженера О. А. Розова и производителя работ Н. К. Никитина.

## Конструкция
Мост однопролётный железобетонный, балочно-разрезной системы. Пролётное строение состоит из железобетонных балок постоянной высоты. Устои моста выполнены из монолитного железобетона на свайном основании. Общая длина моста составляет 15,7 м, ширина — 27,5 м.
Мост предназначен для движения автотранспорта и пешеходов. Проезжая часть моста включает в себя 2 полосы для движения автотранспорта. Покрытие проезжей части и тротуаров — асфальтобетон. Тротуар отделён от проезжей части железобетонным поребриком. На мосту установлено металлическое перильное ограждение простого рисунка.